# Internet Explorer for Mac
Internet Explorer for Mac (также называемый Internet Explorer for Macintosh, Internet Explorer Macintosh Edition, Internet Explorer: mac и IE:mac) — браузер, созданный компанией Microsoft для платформы Macintosh. Первые версии программы были основаны на Internet Explorer for Windows. Движок пятой версии браузера (выпущенного в 2000 году) был разработан с нуля и получил имя Tasman.

## История
Internet Explorer for Mac начал своё развитие с версии 2.0, которая стала доступна в 1996 году.
Годом позже между компаниями Apple и Microsoft было заключено пятилетнее соглашение, его основным пунктом являлась бесплатная разработка браузера, который вошёл бы в базовую поставку системы.
Развитие браузера прекратилось 27 марта 2002 года, а силы разработчиков были направлены исключительно на устранение ошибок. Вскоре IE for Mac был заменён самостоятельной разработкой компании Apple — браузером Safari.
13 июня 2003 года компания Microsoft объявила об окончании поддержки своего браузера и завершила её 31 декабря 2005 года.

### Internet Explorer 2.0 for Macintosh
Бета-версия Internet Explorer 2.0 for Mac, основанная на браузере SpyGlass Mosaic, увидела свет 23 января 1996 года. Она была доступна на архитектурах 68k и PPC под управлением операционной системы Mac OS 7.0.1, эта версия поддерживала размещение на веб-страницах различных мультимедийных форматов, таких как AVI и QuickTime для видео и AIFF и WAV для аудио. Выпуск окончательной версии браузера произошёл 23 апреля.
Версия 2.1, выпущенная в августе того же года, была нацелена на исправление найденных ошибок и, кроме того, добавила несколько особенностей, например, NPAPI (кроссплатформенная поддержка плагинов) и QuickTime VR.

### Internet Explorer 3.0 for Macintosh
5 ноября 1996 года компания Microsoft объявила о выпуске бета-версии Internet Explorer 3.0 for Mac. Эта версия включала в себя поддержку HTML 3.2, CSS (каскадные таблицы стилей), Java-апплетов и средств управления ActiveX. Финальный выпуск данной версии браузера стал доступен 8 января 1997 года, в нём была добавлена поддержка протоколов сетевой аутентификации SSL и NTLM, а также систем оценок PICS и RSACi.
В том же году, 14 мая, Microsoft выпустила версию 3.01 с поддержкой машин, основанных на архитектуре 68k. В ней появились автодополнение и функция «Monitoring Favorites», проводящая автоматический контроль веб-сайтов в «Избранном» и уведомляющая пользователей об их изменениях, появились поддержка Javascript, а также менеджеры закачек и кук.

### Internet Explorer 4.0 for Macintosh
6 августа 1997 года на конференции MacWorld Expo, которая проходила в Бостоне, Стив Джобс и Билл Гейтс объявили о сотрудничестве между возглавляемыми ими компаниями, Apple и Microsoft. Одним из пунктов соглашения стала замена браузера Netscape Navigator на Internet Explorer в будущих версиях операционной системы Mac OS.
6 января 1998 года на той же конференции в Сан-Франциско компания Microsoft анонсировала выпуск финальной версии Internet Explorer 4.0 for Mac, в которой появилась поддержка формата DHTML, функция офлайн-просмотра и усовершенствованная Java Virtual Machine. Кроме того браузер научился ограничивать доступ к контенту, поступаемому из различных зон безопасности (например, Интернет или Интранет). Ещё одним нововведением стала функция активных каналов, которые представляли собой веб-страницу с содержимым, предназначенным пользователю.
В то же время компания Apple анонсировала выпуск операционной системы Mac OS 8.1 в которой по умолчанию поставлялся браузер Internet Explorer for Mac 3.01, что объяснялось неготовностью четвёртой версии.
В следующем году, 9 января 1999 года, на конференции в Сан-Франциско была анонсирована новая версия браузера Internet Explorer 4.5 Macintosh Edition. Данная версия больше не поддерживала архитектуру 68k, в нём появились автоматическое заполнение форм, предварительный просмотр печати, боковая панель и интеграция с поисковым средством Sherlock.

### Internet Explorer 5.0 for Macintosh
5 января 2000 года на конференции MacWorld Expo, проходившей в Сан-Франциско, компания Microsoft анонсировала новую версию браузера Internet Explorer 5 Macintosh Edition, которая стала доступна 27 марта 2000 года. Windows-версия Internet Explorer 5 увидела свет годом ранее, однако, она была построена на движке Trident. Версия для Macintosh в свою очередь использовала новый движок Tasman, в котором была улучшена работа с новыми стандартами W3C, такими как HTML 4.0, CSS уровня 1, DOM уровня 1 и ECMAScript. Помимо того, в пятой версии браузера были представлены такие функции, как полная поддержка формата изображений PNG, возможность обработки тега DOCTYPE, функция изменения масштаба страницы и поддержка языка разметки XML. Предварительные сборки браузера также включали в себя функцию под названием MediaBar, которая позволяла прослушивать MP3-файлы и интернет-радио, однако, данная функция была удалена в этой версии. Хотя первоначально браузер был доступен на операционных системах Mac OS 8 и Mac OS 9, одновременно велись работы над версией для Mac OS X, которая на тот момент также находилась в стадии разработки. Предварительные сборки браузера были включены в состав системы Mac OS X DP4, а затем они были доступны и в Mac OS X Public Beta, и Mac OS X 10.0. 25 сентября 2001 года была выпущена Mac OS X 10.1, в состав которой вошла финальная версия Internet Explorer 5.1 for Mac OS X. IE 5.1 для Mac OS 8 и Mac OS 9 стал доступен 18 декабря 2001 года.
Согласно словам одного из разработчиков браузера, после выхода пятой версии большинство сотрудников команды были переведены на другой проект, а развитие IE for Mac предполагалось в "свободное время". 
17 июня 2002 года Microsoft анонсировала выход браузера версии 5.2 только для Mac OS X, который был отмечен повышением производительности, устранением ряда уязвимостей, а также поддержкой технологии сглаживания текста Quartz.

#### Пасхальные яйца
Пятая версия браузера содержит в себе локальную версию теста Acid1, доступную по адресу «about:tasman», с одним отличием: стандартный текст страницы был заменён на имена разработчиков браузера.

### Краткий обзор версий
| Версия операционной системы | Версия браузера | Дата выхода      | Браузерный движок | Дополнительная информация                                  |
| --------------------------- | --------------- | ---------------- | ----------------- | ---------------------------------------------------------- |
| Mac OS 7, 8, 9 на 68k и PPC | 2.0             | 23 апреля 1996   |                   |                                                            |
| Mac OS 7, 8, 9 на 68k и PPC | 2.1             | Август 1996      |                   |                                                            |
| Mac OS 7, 8, 9 на 68k и PPC | 3.0             | 8 января 1997    |                   | Первоначально вышел только на PPC                          |
| Mac OS 7, 8, 9 на 68k и PPC | 3.01            | 14 мая 1997      |                   | Включён в Mac OS 8                                         |
| Mac OS 7, 8, 9 на 68k и PPC | 4.0             | 6 января 1998    |                   | Включён в Mac OS 8                                         |
| Mac OS 7, 8, 9 на 68k и PPC | 4.5             | 5 января 1999    |                   |                                                            |
| Mac OS 7, 8, 9 на 68k и PPC | 5.0             | 27 марта 2000    | Tasman v0         |                                                            |
| Mac OS 7, 8, 9 на 68k и PPC | 5.1             | 18 декабря 2001  | Tasman v0.1       |                                                            |
| Mac OS 7, 8, 9 на 68k и PPC | 5.1.4           | 16 апреля 2002   | Tasman            |                                                            |
| Mac OS 7, 8, 9 на 68k и PPC | 5.1.5           | 5 июля 2002      | Tasman            |                                                            |
| Mac OS 7, 8, 9 на 68k и PPC | 5.1.6           | 25 сентября 2002 | Tasman            |                                                            |
| Mac OS 7, 8, 9 на 68k и PPC | 5.1.7           | Июль 2003        | Tasman            |                                                            |
| Mac OS X на PPC             | 5.0             | 15 мая 2000      | Tasman v0         | Выпущен с Mac OS X DP4                                     |
| Mac OS X на PPC             | 5.1.1           | 23 мая 2001      | Tasman v0.1       |                                                            |
| Mac OS X на PPC             | 5.1.2           | 25 сентября 2001 | Tasman            | Выпущен с Mac OS X 10.1                                    |
| Mac OS X на PPC             | 5.1.3           | 23 октября 2001  | Tasman            | Выпущен с обновлением Microsoft Security Bulletin MS01-053 |
| Mac OS X на PPC             | 5.2             | 17 июня 2002     | Tasman            |                                                            |
| Mac OS X на PPC             | 5.2.1           | 5 июля 2002      | Tasman            |                                                            |
| Mac OS X на PPC             | 5.2.2           | 25 сентября 2002 | Tasman            |                                                            |
| Mac OS X на PPC             | 5.2.3           | 16 июня 2003     | Tasman v0.9       | Последняя версия                                           |